# متحف إسطنبول البحري
متحف إسطنبول البحري (بالتركية: İstanbul Deniz Müzesi)‏  هو متحف بحري وطني يحتوي على مجموعة هامة من المتعلقات العسكرية للبحرية العثمانية. يقع المتحف في منطقة بشكطاش بمدينة إسطنبول في تركيا. تأسس المتحف عام 1897م، وقام بتأسيسه وزير البحرية العثماني «بوزجا أضَلو حسن حوسنو باشا» (بالتركية: Bozcaadalı Hasan Hüsnü Paşa)‏.
يقع متحف إسطنبول البحري قريبا من شاطئ البحر، إلى جانب ضريح وقبر خير الدين بربروس الذي تُوفي عام 953 هـ / 24 يوليو 1546م وكان من أهم وزراء البحرية العثمانية وقائد القوات البحرية ووالي الجزائر، ويقع مسجد سنان باشا الذي بناه أمير البحر العثماني القبطان باشا «سنان باشا» عام 1555م على الضفة الأخرى من الشارع أمام المتحف، بالقرب من جسر بشيكطاش.

## الموقع

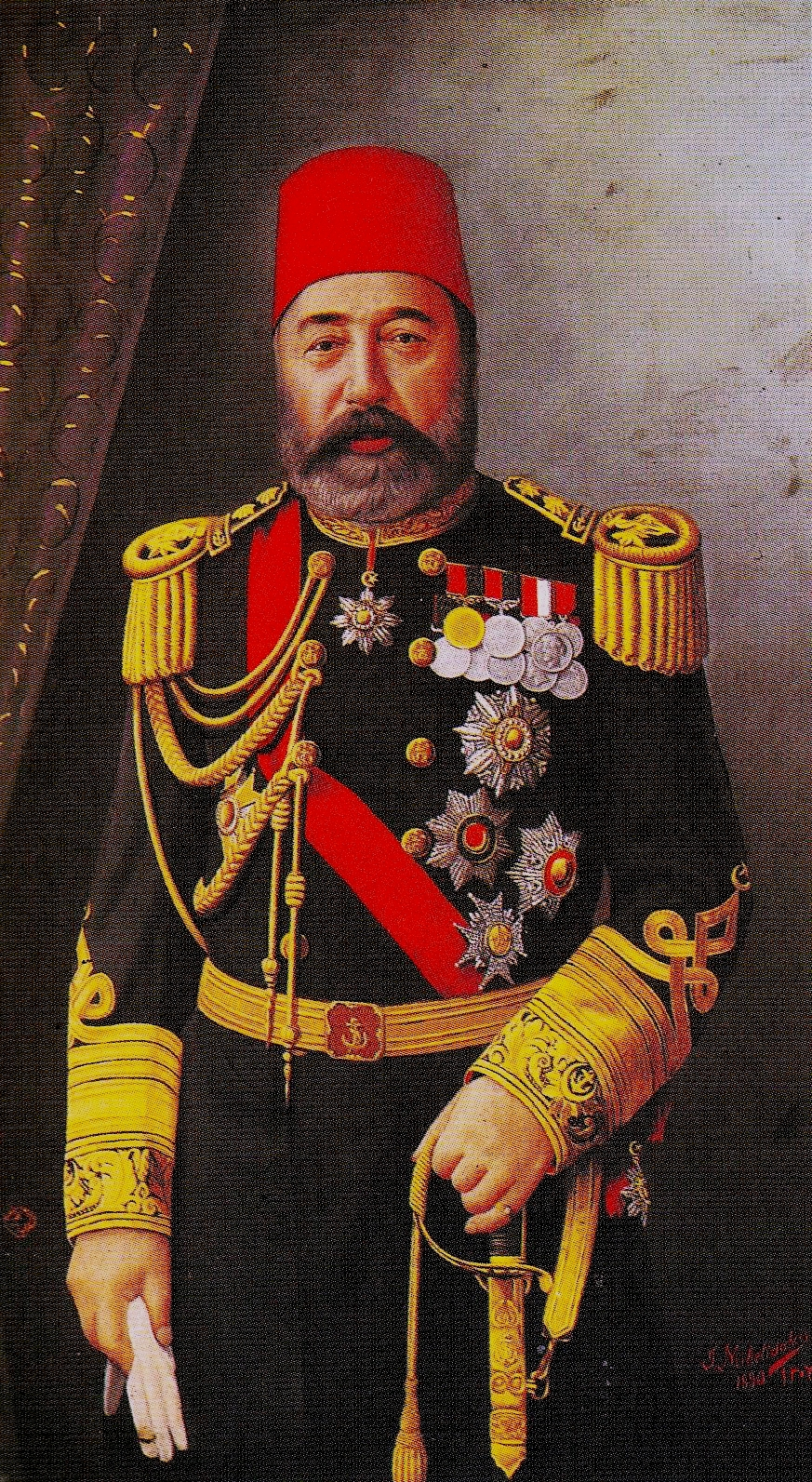
في عام 1897م، أسس ناظر البحرية (وزير البحرية) مشير بحري بوزجالدي حسن حٌسنو باشا (1832-1903م) "متحف إسطنبول البحري"

يقع المتحف في شارع «رصيف خير الدين» (بالتركية: Hayrettin İskelesi Sokak)‏ بمديرية بشكطاش في إسطنبول، بالقرب من رصيف بشكطاش لخط العبّارات البحرية المتجهة من وإلى مديرية قاضي كوي (بالتركية: Kadıköy)‏ بالجزء الآسيوي من مدينة إسطنبول.
المتحف قريب من شاطئ البحر، وإلى جانبه يوجد ضريح وقبر خير الدين بربروس الذي تُوفي عام 953 هـ / 24 يوليو 1546م وكان من أهم وزراء البحرية العثمانية وقائد القوات البحرية ووالي الجزائر.
يقع مسجد سنان باشا الذي بُناه أمير البحر العثماني القبطان باشا «سنان باشا» عام 1555م على الضفة الأخرى من الشارع أمام المتحف والذي يقع مقابل جسر بشيكطاش.

## صفة المتحف
يتبع المتحف قيادة البحرية التركية، ولذا يُعتبر أول متحف عسكري في تركيا،  وهو أكبر متحف في مجال النقل البحري بتركيا، وبه مجموعة كبيرة ومتنوعة من المجموعات البحرية العثمانية تناهز حوالي 20.000 قطعة موجودة ضمن مجموعة المتحف.
خضع العديد من المعروضات البحرية في المتحف للترميم وأعمال الحفاظ بسبب تشوه المواد الخام الناجم عن الحرارة والضوء والرطوبة الجوية والتخريب وعوامل أخرى، وبخاصة أن جُلّ المعروضات خاصة بالسفن الخشبية.

## مبنى المتحف

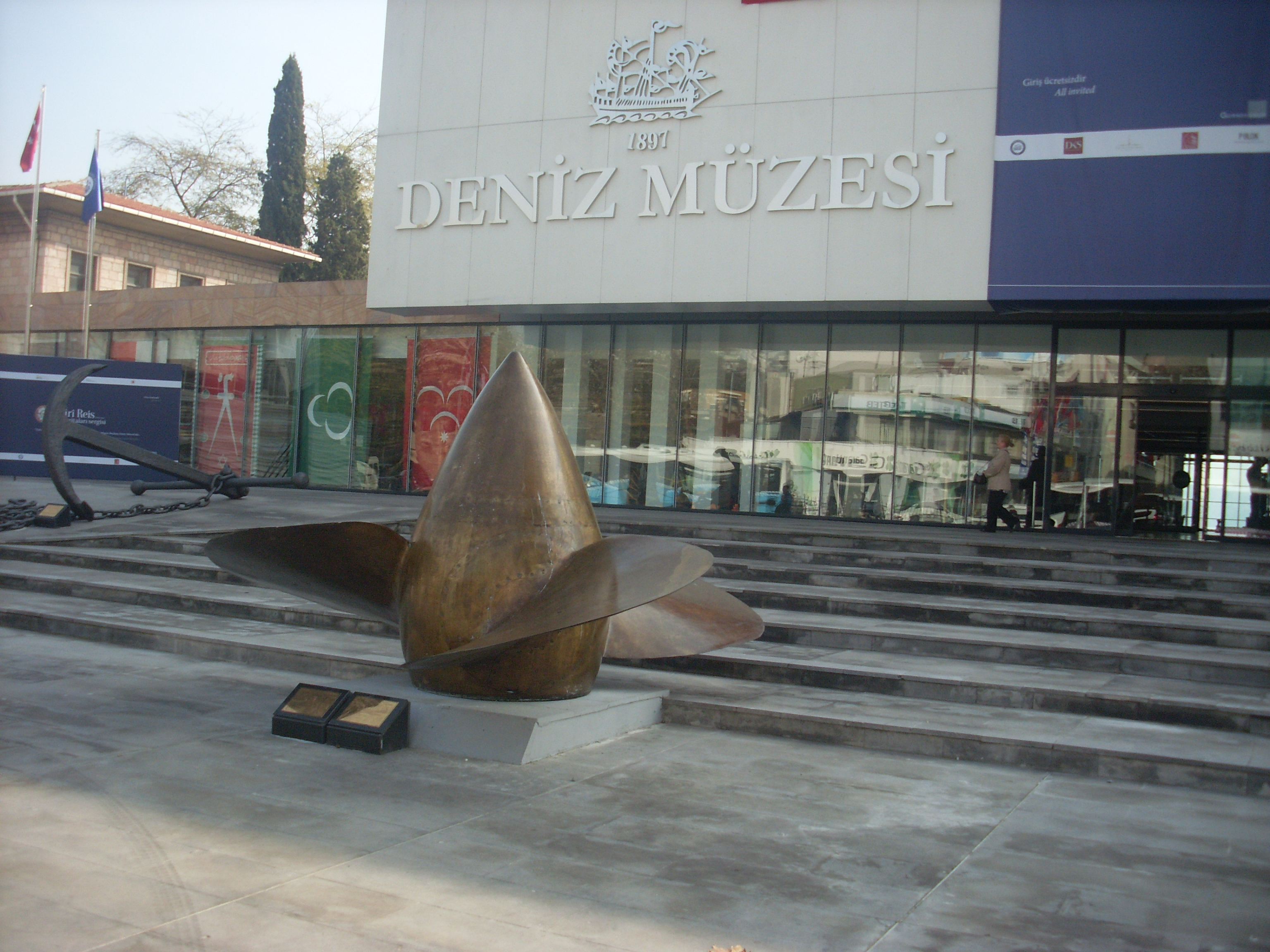
مدخل المتحف.

افتُتح متحف إسطنبول البحري لأول مرة في عام 1897م بإذن من السلطان عبد الحميد الثاني في مبنى صغير يوجد بحوض بناء السفن العثماني، الترسانة العامرة.
في أثناء الحرب العالمية الثانية، نُقل المتحف إلى الأناضول من أجل حماية المجموعة من أي أضرار محتملة جراء الحرب.
في عام 1946م، تم إرجاع المجموعة مرة أخرى إلى إسطنبول، وتم عرضها في جامع دولما بهتشة في عام 1948م.
نُقل المتحف أخيرا إلى موقعه الحالي في بشكطاش عام 1961م،  وعندما ضاق المبنى بالمعروضات، تم إطلاق مشروع الترميم الجديد عام 2008م وبدء العمل في إنشاء مبنى جديد للمتحف.
استغرق تشييد المبنى الجديد للمتحف مدة خمس سنوات، ثم تم إعادة افتتاح المتحف بالمبنى الجديد في 4 تشرين الأول/أكتوبر 2013م.
للمبنى الجديد طابقين فوق الأرض بالإضافة إلى الطابق تحت الأرضي، بمساحة تغطية كلية حوالي 20.000 م2.

### المحتويات
يوجد بالمتحف أكثر من 20.000 معروضة بحرية حربية عثمانية وتركية بالإضافة لمجموعة من التحف البحرية، كما يشمل الآثار المتنوعة والأدوات البحرية التي كانت تستخدم في أيام الإمبراطورية العثمانية.
يتكون المتحف من مبنيين، حيث يحوي المبنى الأول متعلقات «أتاتورك» بجانب صوره الفوتوغرافية، إضافة للقطع المأخوذة من اليخوت والرسومات والخرائط ومتعلقات البحارة الذين قُتلوا في المعارك. أما المبنى الثاني فيحوي عددا من السفن والمراكب الأخرى مثل سفينة «السلطان محمد الرابع» وغواصة ألمانية غرقت في «البحر الأسود» عام 1916م.

### الطابق تحت الأرضي
يوجد في الطابق تحت الأرضي معروضات متنوعة من عناصر السفن مثل:
- تماثيل مقدمة السفن.
- زخارف السفن البحرية.
- نماذج السفن.
- قطع من السلاسل البحرية التي استخدمها البيزنطيون في معركة فتح القسطنطينية لمنع دخول سفن الأعداء إلى القرن الذهبي.

### الطابقين الأول والثاني

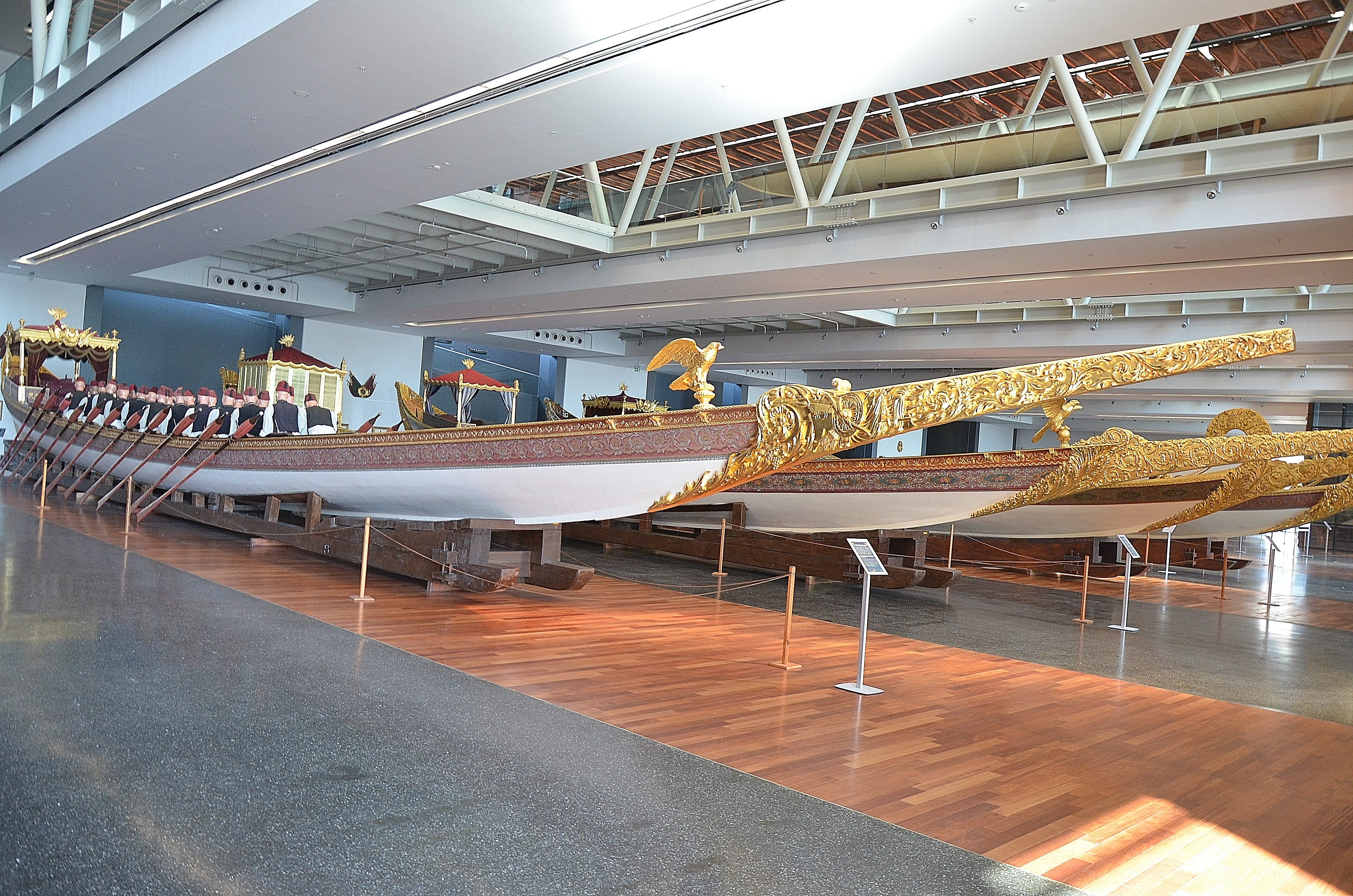
عدد من الزوارق السلطانية العثمانية Caïques معروضة بكاملها في الطابق الأول (الأرضي)

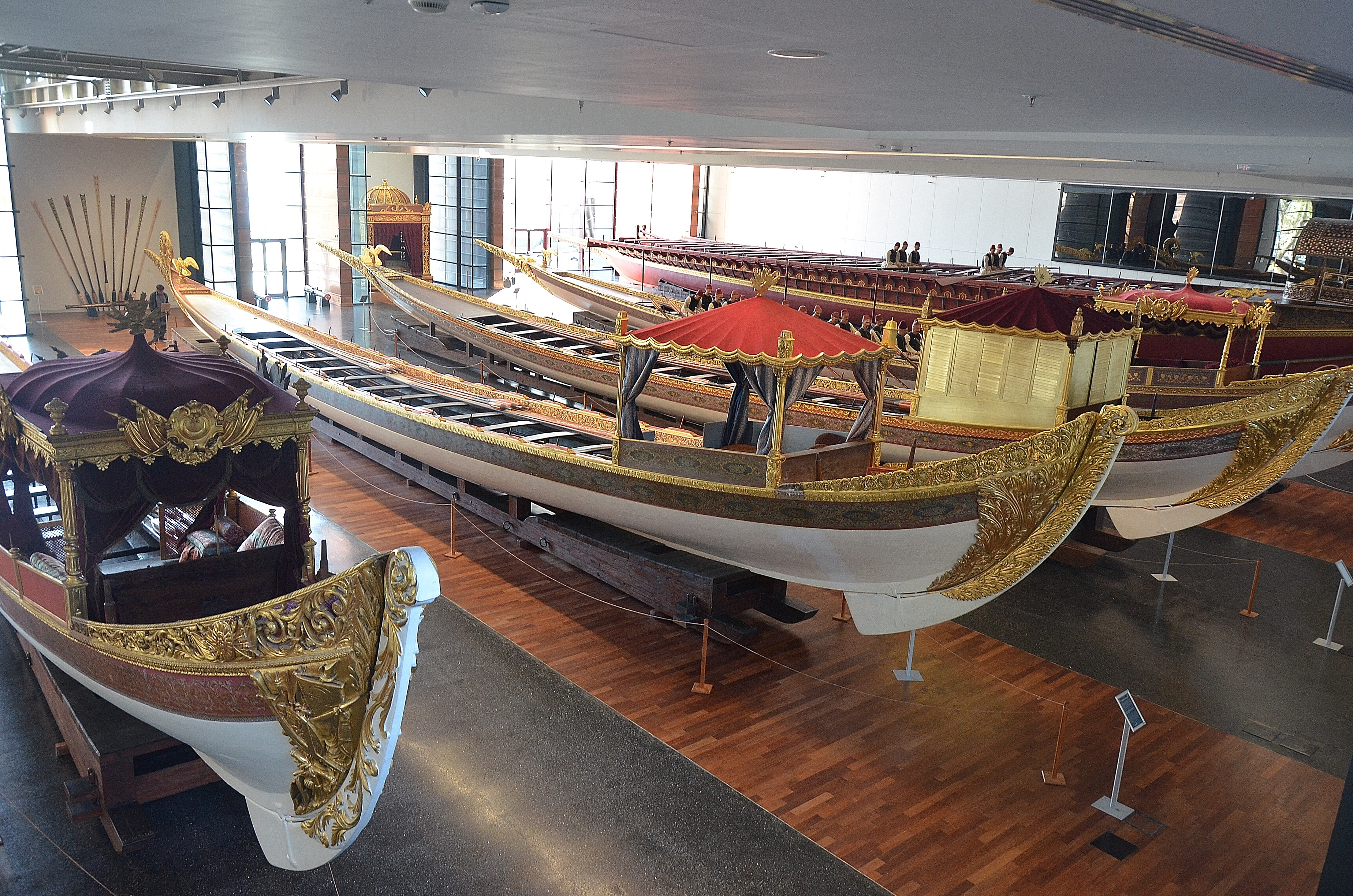
عدد من الزوارق السلطانية العثمانية Caïques معروضة بكاملها في الطابق الأول (الأرضي)

يوجد في الطابقين الأول والثاني عدد كبير الزوارق السلطانية العثمانية (بالفرنسية: Caïques)‏ معروضة بكامل حجمها، وغيرها من أجزاء السفن الخشبية المختلفة.

كما توجد أسلحة وخرائط، لوحات فنية، نماذج للسفن، أجهزة ملاحة، ألواح، أجراس، شارات، تواقيع السلاطين، لافتات، مصابيح بحرية، براءات الاختراع، وأوامر سلطانية، مخطوطات، أزياء رسمية، أختام والميداليات، عُملات، طوابع، شواهد، مرثيات، أعمال طباعة حجرية، قوارير، ساعات، أثاث وصور.

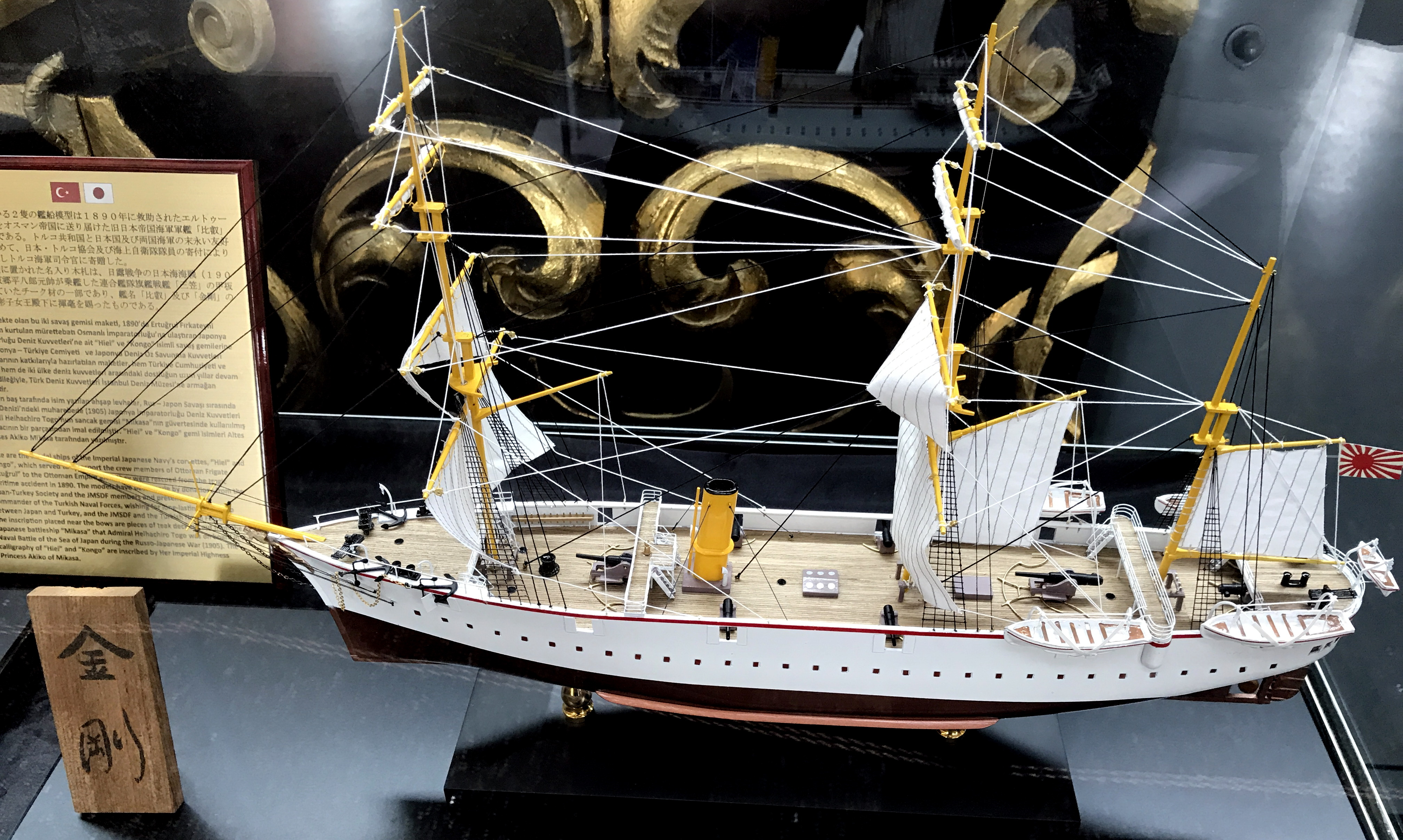
نموذج للفرقيطة المدرعة «كونغوو» التابعة للبحرية الإمبراطورية اليابانية. النموذج موجود بمتحف إسطنبول البحري بتركيا بالطابق االثاني العُلوي، وهو هدية من الجمعية اليابانية-التركية وقوة الدفاع الذاتي البحرية اليابانية، مُقدَّمة إلى قائد البحرية التركية في ذكرى ارجاع الناجين من تحطم الفرقاطة العثمانية أرطغرل في اليابان إلى إسطنبول على متن الفرقاطتين الشقيقتين «كونغوو» و «هي ياي».

## معارض
يستضيف المتحف معارض دورية وأقسام أخرى مثل «أرشيف التاريخ البحري»، «مكتبة الخبرة البحرية» و«مركز أبحاث پيري ريس».

## مواعيد المتحف
المتحف مفتوح كل يوم من الساعة 9:00 إلى 17:00 ماعدا يومي الاثنين والثلاثاء ، ويوم رأس السنة الجديدة واليوم الأول من الأعياد الدينية.

## معرض الصور
الفرقيطة المدرعة اليابانية كونغوو و الفرقيطة المدرعة اليابانية هي ياي

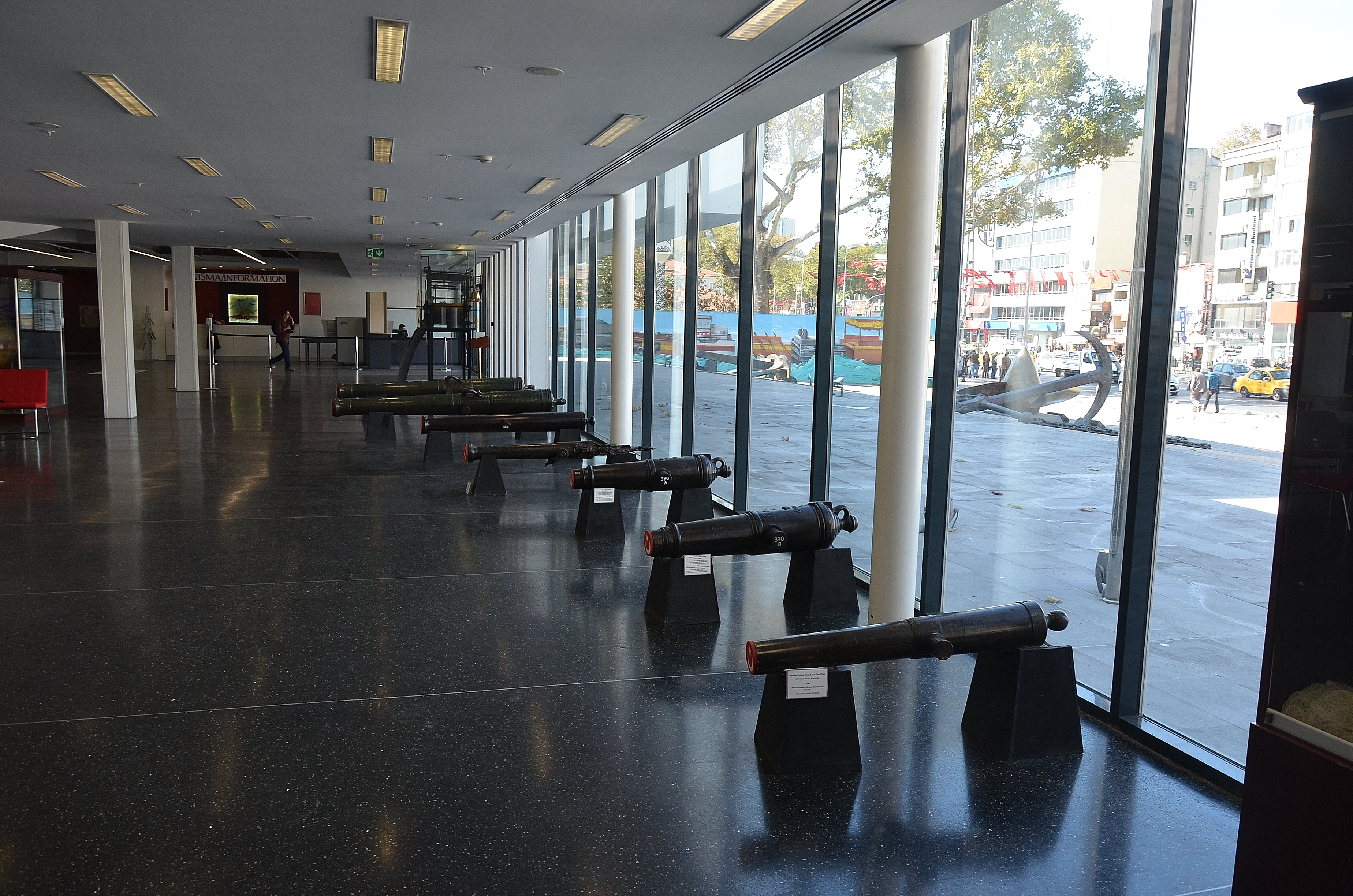
المدافع البحرية في بهو (مدخل) المتحف البحري.
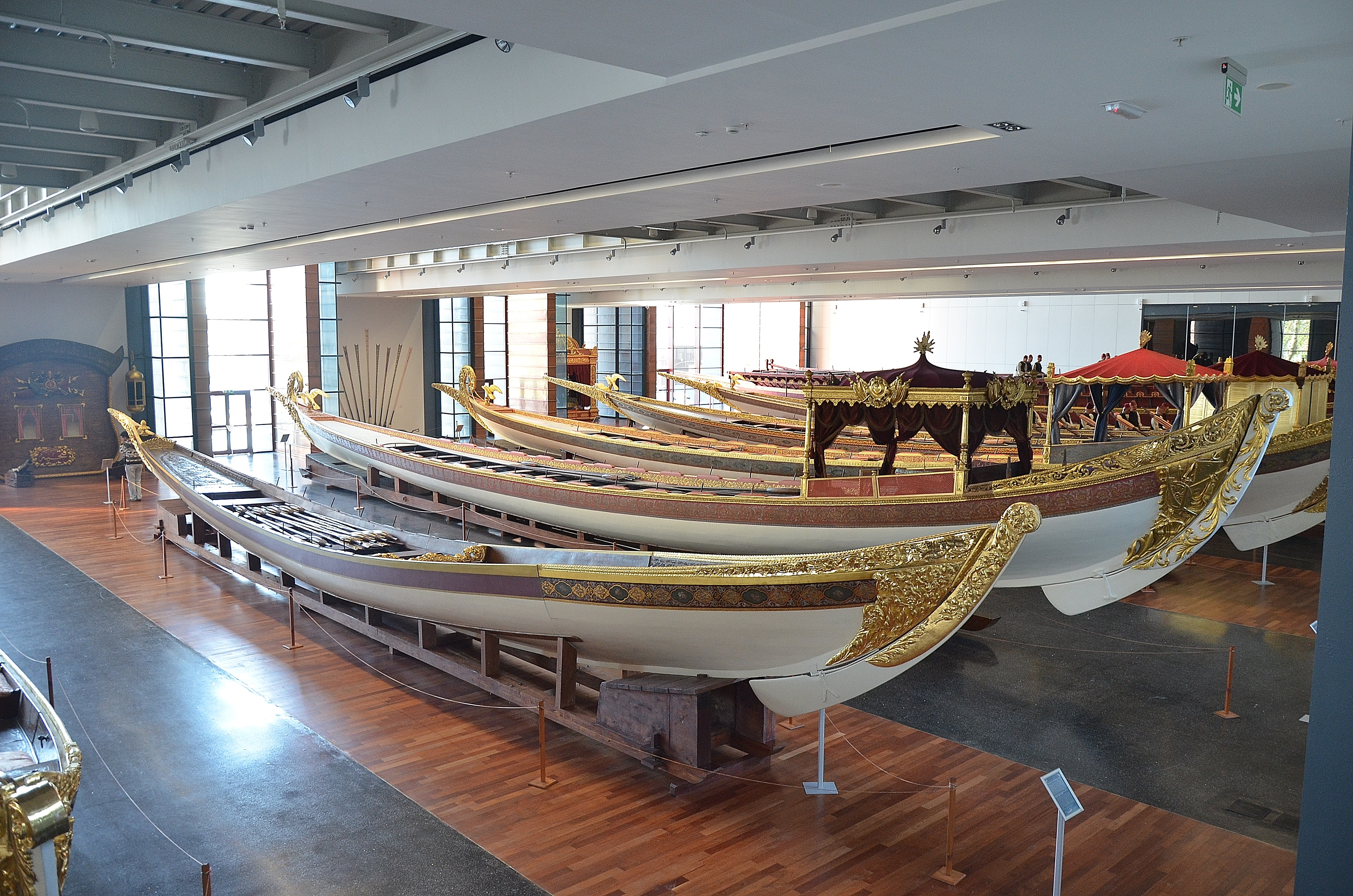
الزوارق السلطانية (caïques).
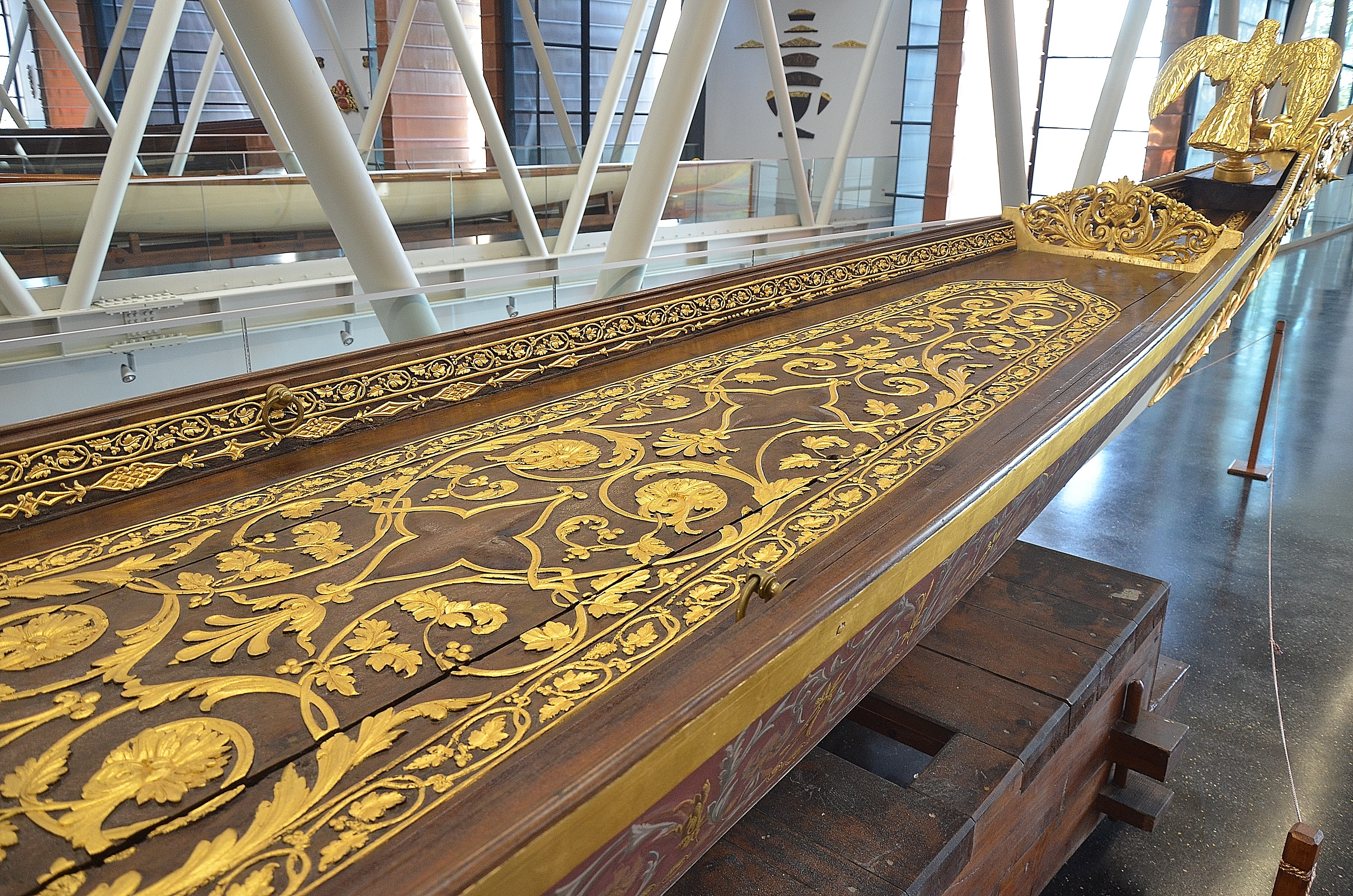
زخارف على مقدمة أحد الزوارق السلطانية.
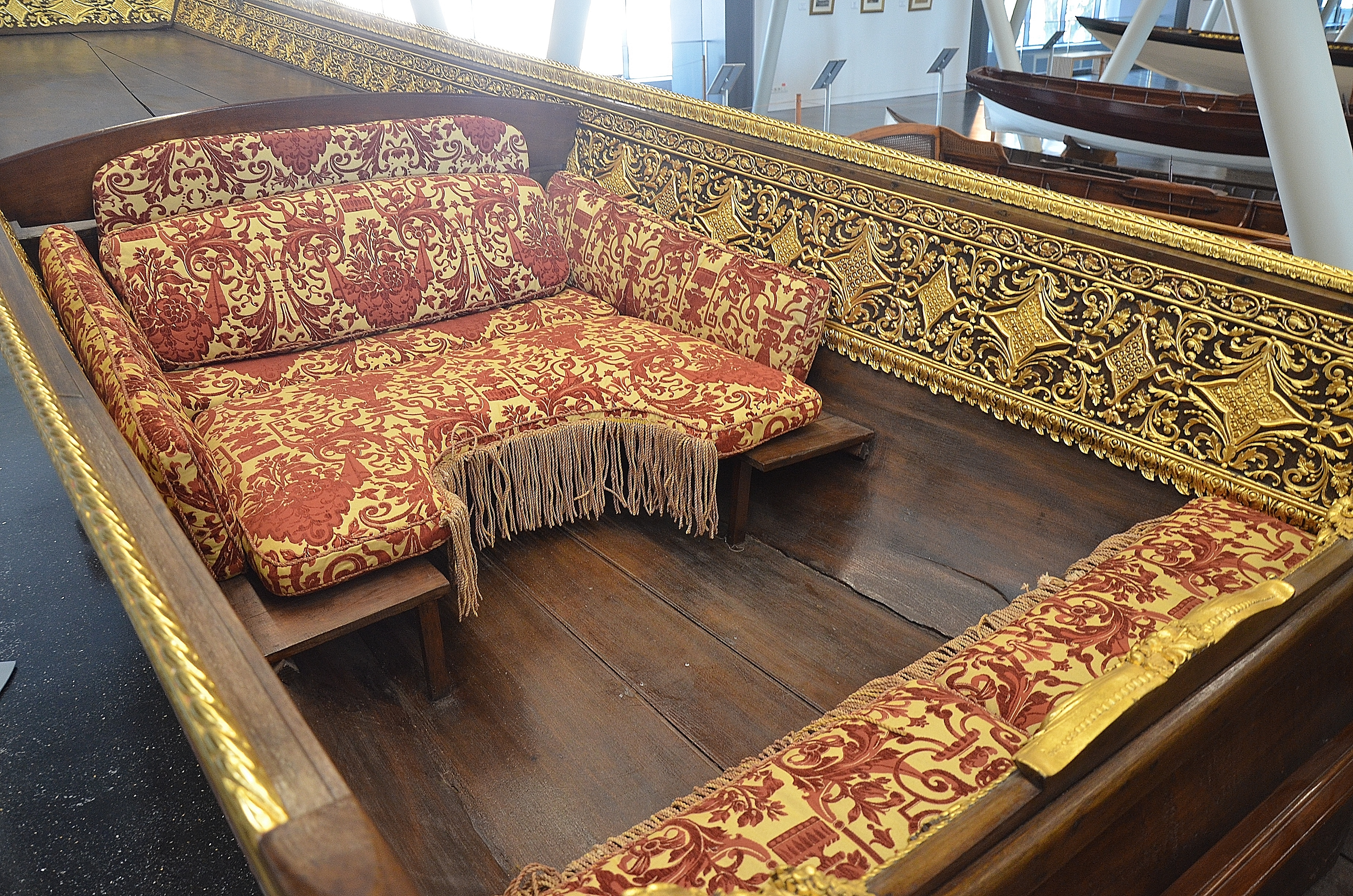
زخارف على مؤخرة أحد الزوارق السلطانية.
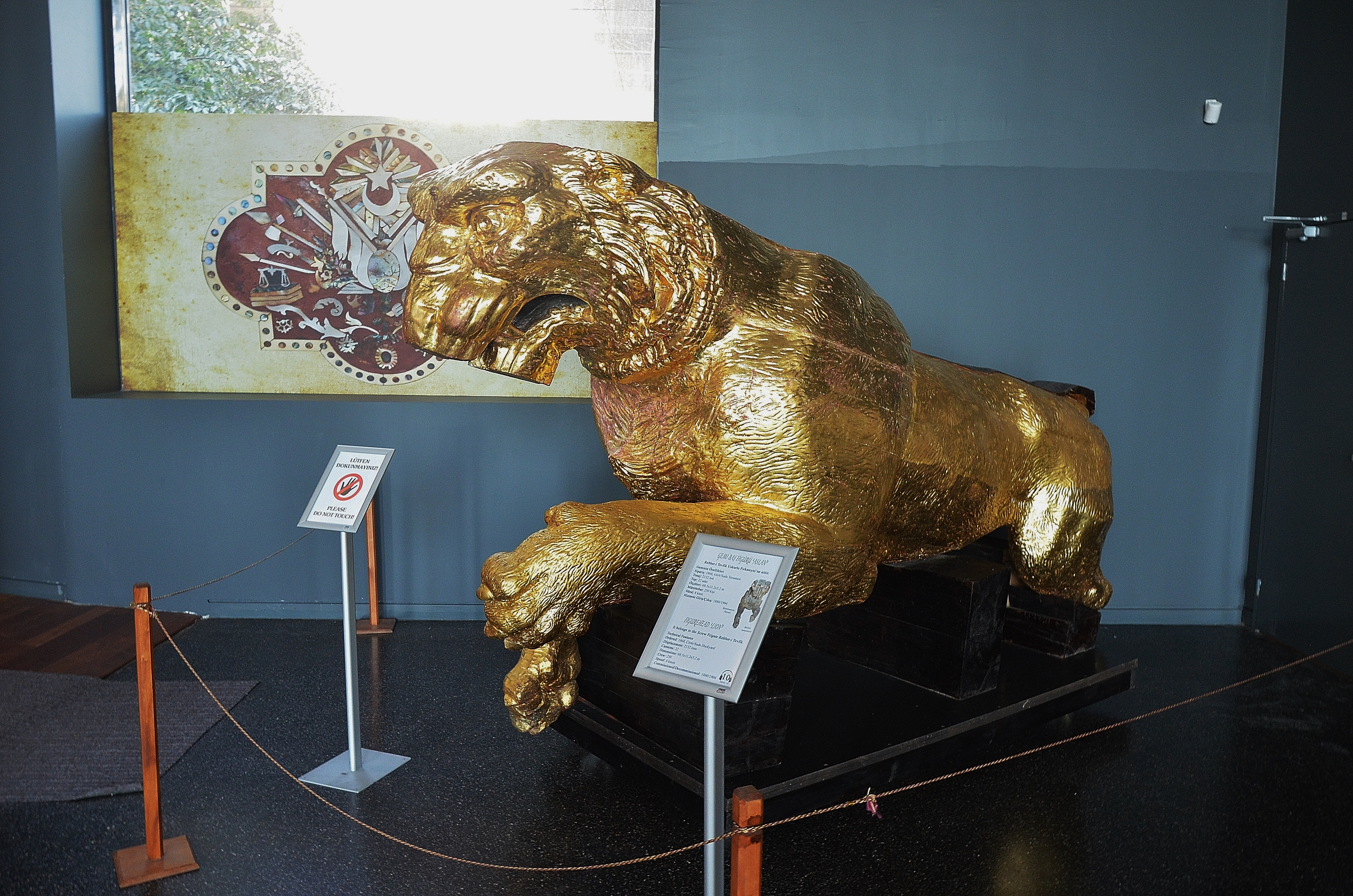
تمثال مقدمة سفينة على صورة "أسد" خشبي.
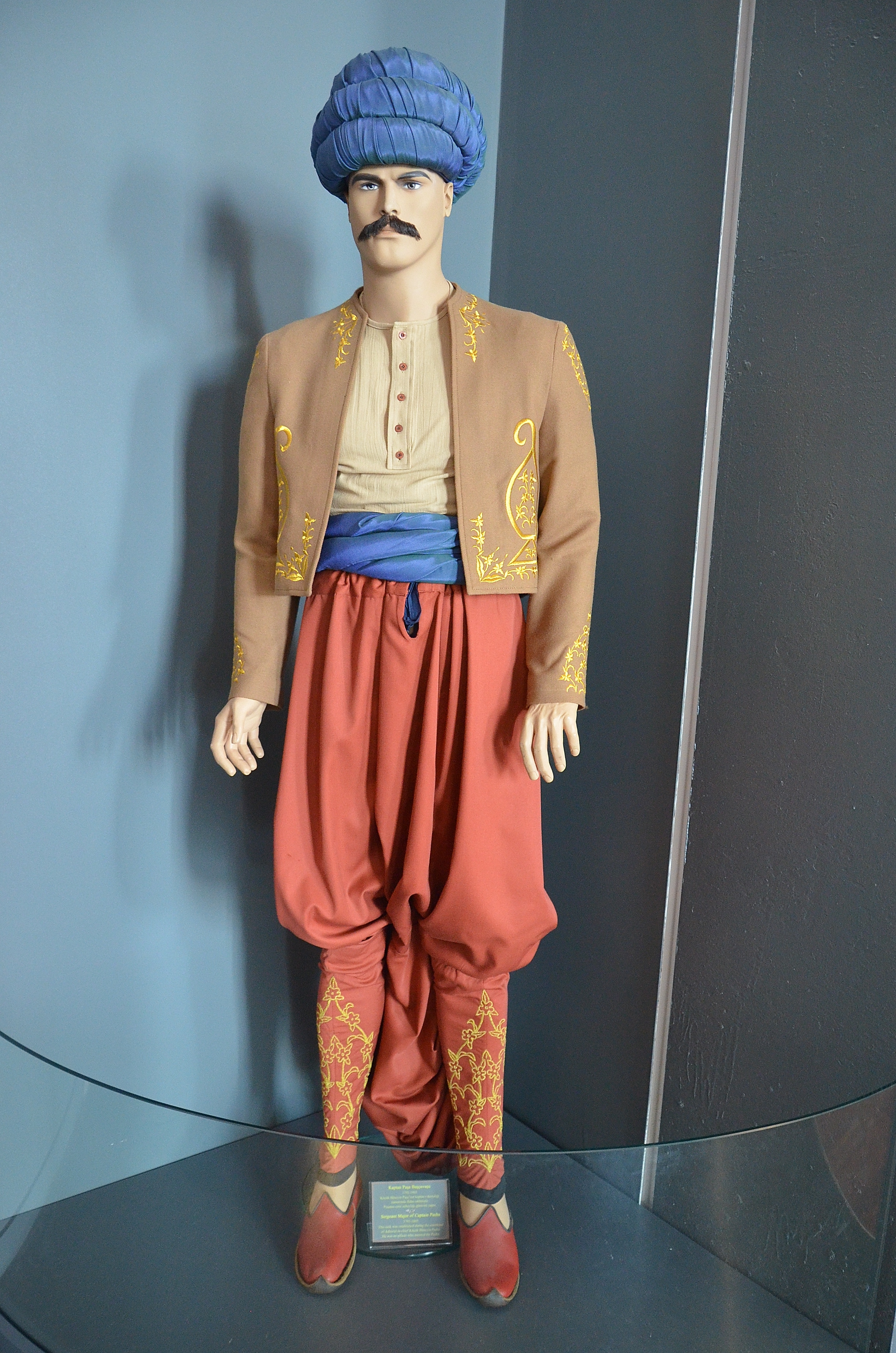
رقيب أول عثماني.
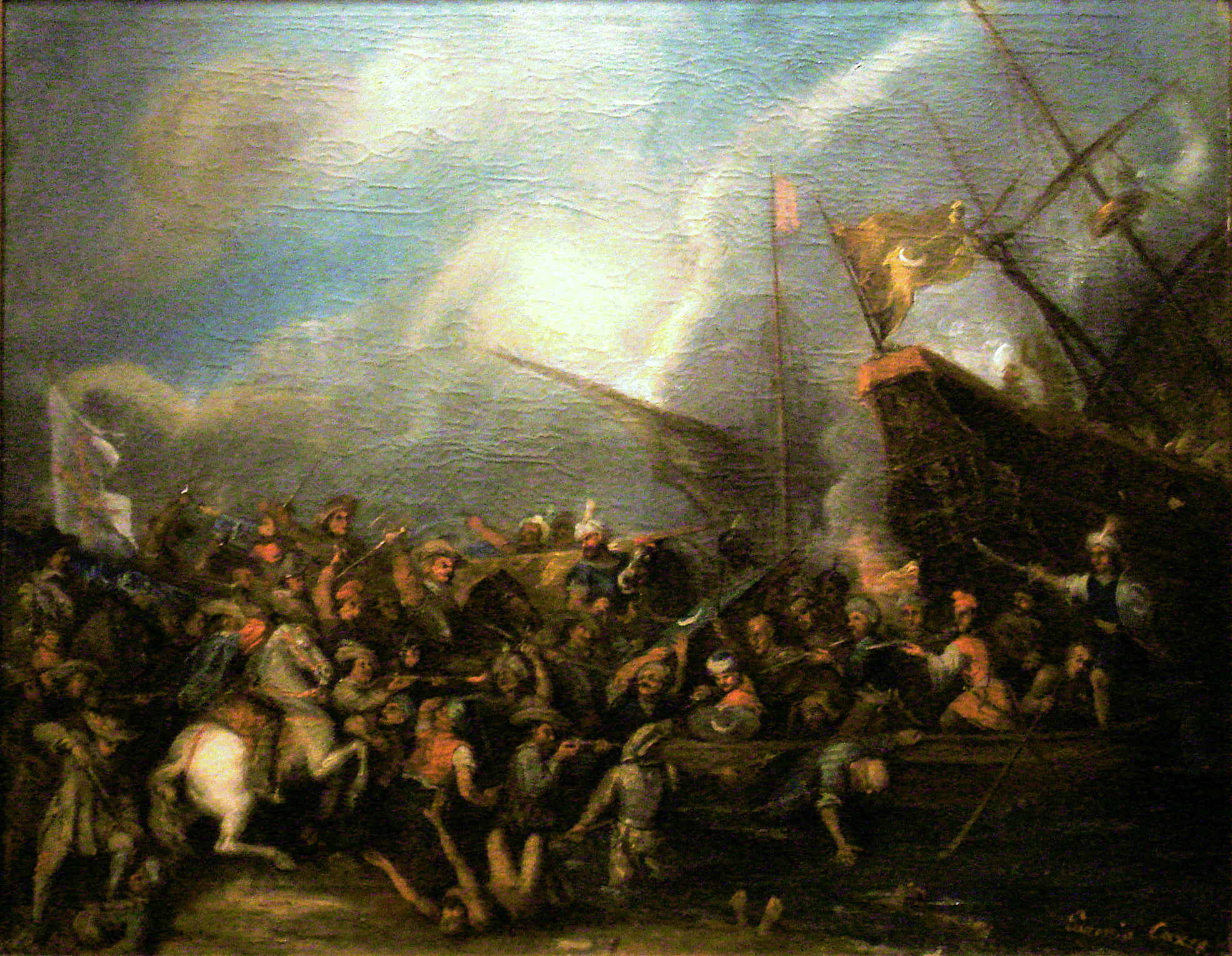
لوحة لتورغوت ريس أثناء نزول القوات البحرية في مالطا. لوحة للرسام الإسباني "يوجينيو كاكسس" (Eugenio Caxés) (1574م-1634م).

## وصلات خارجية
- البحرية التركية موقع التاريخ
- صور من إسطنبول متحف البحرية